# Дюв, Тьерри де
Тьерри́ де Дюв или Де Дюв (фр.  Thierry de Duve, 1944) — бельгийско-канадский теоретик современного искусства, художественный критик, куратор, преподаватель и автор множества книг, посвященных теории современного искусства. 

## Биография
Родился в семье ученого-биохимика, лауреата Нобелевской премии по физиологии Кристиана де Дюва, открывшего лизосомы. Закончил Лувенский университет. Преподавал в художественной школе в Брюсселе, в Университете Лилль-III, Сорбонне, MIT, Университете Джонса Хопкинса. Также был  сотрудником Центра углубленного изучения изобразительных искусств (CASVA) в Национальной галерее искусств в Вашингтоне. В 1984 в Париже в издательстве Minuit выходит, принесшая ему известность книга, "Живописный номинализм. Марсель Дюшан, живопись и современность", затем в 1988 году в том же издательстве выходит его следующая работа "Именем искусства. К археологии современности". После он переезжает в Соединенные Штаты, где публикует в издательстве MIT работу "Кант после Дюшана". В 2016 году получил звание почетного профессора в колледже Хантера, Городском Университете Нью-Йорка. Был куратором ряда выставок, самыми значительными из которых являются международная выставка «100 лет современного искусства» (Брюссель, 2002), а также павильон Бельгии на Венецианской биеннале (2003). Автор монографических работ о Марселе Дюшане, Йозефе Бойсе, Джеффе Уолле и др., оппонент Клемента Гринберга. Публикуется в журналах October, Critical Inquiry.
В настоящее время — профессор эстетики и истории искусства в Университете Лилль-III.

## Основные работы

### "Живописный Номинализм. Марсель Дюшан, живопись и современность"
Темой исследования этой работы становится важнейшее изменение в жизни мирового искусства переход Марселя Дюшана от живописи к реди-мейду - демонстрации в качестве произведений искусства выбранных художником готовых вещей. Тьерри де Дюв, пользуясь психоаналитическим методом, прослеживает и интерпретирует те причины, которые привели Дюшана к этому решению. Помимо этого автор описывает,и анализирует состояние европейского искусства рубежа 1900-1910-х годов, и вводит элементы теории, основанные на процедуре наименования, показывая как акт наименования может выступать в качестве искусства, и в какой мере отказ от живописи, который он прослеживает также у Мондриана, Малевича и многих других, освобождает искусство от предписанных рамок. 

### "Именем искусства. К археологии современности"
Эта книга, состоящая из трех эссе посвященная памяти Мишеля Фуко, также является попыткой взглянуть на то как менялось искусство в XX-ом веке до Дюшана и после Него. Призмой, через которую смотрит Тьерри Де Дюв в этот раз, оказывается кантовская теория эстетического суждения. Де Дюв подходит к Дюшану кантиански, но при этом через понятие реди-мейда он пересматривает самого Канта. В заключительном эссе автор определяет искусство - как "то, что было НАЗВАНО искусством", а также как то, "что было тобой ИЗБРАНО для того, чтобы быть искусством".

### "Невольники Маркса: Бойс, Уорхол, Кляйн, Дюшан"
Тьерри Де Дюв предлагает взглянуть на искусство с точки зрения политэкономии Маркса, выбирая четырех знаковых художников, которые, по его мнению, заменили эстетическое пространство политэкономическим. Тьерри де Дюв, давая определения художникам с точки зрения марксистской терминологии,  обозначает Йозефа Бойса как «последнего пролетария», который создал экономическую систему, в которой креативность выступает в качестве капитала, Уорхола определяет как  — «идеальную машину»  для массового производства искусства, Кляйна, о котором автор отзывается негативно, и из-за чего книгу изначально не хотели публиковать, называет — «мертвым продавцом» нематериального, Дюшан же представляет нам — «финансистом", который знает секреты меновой стоимости.

## Избранные книги
- Nominalisme pictural, Marcel Duchamp, la peinture et la modernité. Paris: Ed. de Minuit, 1984 (нем. пер. 1987)
- Adrienne et le journal, II. Raconter. Bruxelles; Hambourg: Lebeer-Hossmann, 1985.
- Essais datés I, 1974-86. Paris: Ed. de la Différence, 1987.
- Au nom de l’art: pour une archéologie de la modernité. Paris: Ed. de Minuit, 1988
- Kant after Duchamp. Cambridge: MIT Press, 1989 (нем. пер. 1993)
- Marcel Duchamp: a centennial Colloquium. Cambridge: MIT Press, 1989.
- Résonances du Readymade, Duchamp entre avant-garde et tradition. Nîmes: Jacqueline Chambon, 1989
- Cousus de fil d’or: Beuys, Klein, Duchamp. Villeurbanne: Art Edition, 1990
- Faire école. Paris: Les Presses du réel, 1993
- La Déposition: à propos de Déçue la mariée se rhabilla de Sylvie Blocher. Paris: Dis Voir, 1995.
- Du nom au nous. Paris: Dis Voir, 1995
- Clement Greenberg entre les lignes. Suivi d’un débat inédit avec Clement Greenberg. Paris: Dis Voir, 1996 (англ. пер. 2010)
- Voici, 100 ans d’art contemporain. Gand: Ludion, 2000
- Faire école (ou la refaire). Dijon: Les Presses du réel, 2008
- Sewn in the sweatshops of Marx: Beuys, Warhol, Klein, Duchamp/ Transl. by Rosalind E. Krauss. Chicago; London: University of Chicago Press, 2012

## Признание
Книги и статьи Т. де Дюва переведены на многие языки и пользуются чрезвычайной авторитетностью.

## Публикации на русском языке
- «Невольники Маркса: Бойс, Уорхол, Кляйн, Дюшан». М.: Ad Marginem Press/ МСИ "Гараж", 2016
- «Ах, Мане!..» Как Мане сконструировал «Бар в Фоли-Бержер»// Фуко М. Живопись Мане. СПб.: Владимир Даль, 2011, с.121-148
- Живописный номинализм. Марсель Дюшан, живопись и современность/ Пер. с фр. А.Шестакова. М.: Изд-во Института Гайдара, 2012
- Глокальное и сингуниверсальное. Размышления об искусстве и культуре в глобальном мире // «ХЖ», № 84, 2011.